# El Castellot (els Pallaresos)
El Castellot és un cim de 139 metres que es troba al municipi dels Pallaresos, a la comarca del Tarragonès.